# Pandemia de COVID-19 en Uzbekistán

Este artículo documenta sobre la pandemia de COVID-19 en Uzbekistán y puede no incluir todas las principales respuestas y medidas contemporáneas.
La pandemia de COVID-19 en Uzbekistán se confirmó el primer caso el 15 de marzo de 2020 en un ciudadano uzbeko que regresaba de Francia. El Ministerio de Salud de Uzbekistán tiene una lista de personas que estuvieron en contacto con la víctima, con planes de ponerla en cuarentena. Después de que se anunció el caso, el presidente de Kazajistán, Kasim-Yomart Tokaev, anunció un estado de emergencia en Kazajistán y cerró rápidamente la frontera con Uzbekistán. Dos días antes del primer caso de coronavirus, Uzbekistán suspendió los vuelos a Francia, España y el Reino Unido. El 22 de marzo de 2020, Uzbekistán ordenó a las empresas de Taskent que trabajaran a distancia, además de que las máscaras protectoras fueran obligatorias. El 27 de marzo de 2020, se informó la primera muerte en el país, que era una mujer de 72 años que vivía en Namangán. Ella fue infectada por su hija que regresó de Turquía el 12 de marzo de 2020.
Hasta el 13 de mayo de 2020, ha habido 2,568 casos confirmados, 2,046 recuperaciones y 10 muertes.
El 12 de enero de 2020, la Organización Mundial de la Salud (OMS) confirmó que un nuevo coronavirus era la causa de una enfermedad respiratoria en un grupo de personas en la ciudad de Wuhan, provincia de Hubei, China, que se informó a la OMS el 31 de diciembre de 2019. El índice de letalidad para COVID-19 ha sido mucho más bajo que el SARS de 2003, pero la transmisión ha sido significativamente mayor, con un número total de muertes significativas.

## Cronología

### Primer semestre de 2020
El 28 de febrero de 2020, Uzbekistan Airways suspendió los vuelos a Yeda y Medina. 
El 13 de marzo de 2020, Uzbekistán suspendió los vuelos a Francia, España y el Reino Unido. Dos días después, el país confirmó su primer caso de COVID-19, un ciudadano uzbeko que regresaba de Francia. El Ministerio de Salud de Uzbekistán publicó una lista de personas que estaban en contacto con la víctima, con planes de ponerla en cuarentena. Después de que se anunció el caso, el presidente de Kazajistán, Kasim-Yomart Tokaev, anunció un estado de emergencia en Kazajistán y cerró rápidamente la frontera con Uzbekistán.
El 20 de marzo de 2020: el gobierno anunció que las salas de entretenimiento y las casas de té estarían cerradas y que se prohibirían grandes bodas y otras reuniones familiares. 
El 22 de marzo de 2020, Uzbekistán ordenó a las empresas en Taskent que trabajaran a distancia, además de hacer que las máscaras protectoras fueran obligatorias.
El 23 de marzo de 2020, el gobierno de Uzbekistán anunció que el cierre de Taskent comenzaría al día siguiente como un esfuerzo por contener el coronavirus.
El 27 de marzo de 2020, se informó la primera muerte en el país; el de una mujer de 72 años que tenía problemas de salud subyacentes y sufrió un ataque cardíaco. Parecía haber sido infectada por su hija que había regresado recientemente de Turquía.
El 28 de marzo de 2020, también se confirmó la segunda muerte. Un médico en Uzbekistán murió el sábado después de intentar sin éxito tratar una infección por coronavirus que mantuvo en secreto, dijo el ministerio de salud de la nación de Asia Central. El hombre de 39 años había estado en contacto con el "paciente cero" uzbeko, dijo en un comunicado, que parecía haberlo infectado. Fue hospitalizado el 26 de marzo en estado grave y murió dos días después, convirtiéndose en el segundo paciente con coronavirus en morir en Uzbekistán.
Hasta el 17 de junio de 2020, había 5.682 casos confirmados, 4.131 recuperaciones y 19 muertes.

### Segundo semestre de 2020 y primer semestre de 2021
Hasta el 10 de julio de 2020, habían 10,838 casos confirmados, 6,811 recuperaciones y 57 muertes.
El día 17 de febrero de 2021, el gobierno de Uzbekistán solicitó un millón de dosis de la vacuna de fabricación rusa Sputnik V.
Al día 24 de febrero de 2021 se registran un total de 79.749 casos verificados de coronavirus, 78.252 recuperaciones y 622 muertos.